# Каре (Италия)
 Тази статия е за градчето в Италия.  За компанията, производяваща мебели вижте Каре.  
Карѐ (на италиански: Carrè; на венециански: Carè, Каре) е малко градче и община в Северна Италия, провинция Виченца, регион Венето. Разположено е на 227 m надморска височина. Населението на общината е 3667 души (към 2015 г.).